# Юсуф, Сами
Сами Юсуф (азерб. سامی یوسف, Sami Yusuf, перс. سامی یوسف‎; род. 1981, Тегеран) — британский певец, композитор, инструменталист, исполнитель исламских религиозных песен.

## Биография
Сами Юсуф родился в 1981 году в Тегеране в семье этнических азербайджанцев. Сам певец в интервью рассказывал, что его дедушка с бабушкой — выходцы из Баку, которые были вынуждены покинуть город после его захвата большевиками. В возрасте 3 лет он приехал с родителями в Великобританию, где проживает по сей день. Начав с раннего детства играть на самых разных музыкальных инструментах, он посещал занятия в Королевской академии музыки.

## Творчество
Свой первый альбом Сами Юсуф выпустил в 2003 году и стал называться "Al-Mu’allim", после чего Сами Юсуф быстро приобрел популярность. Альбом стал особенно популярным в странах Северной Африки и Ближнего Востока. Следующим альбомом стал "My Ummah", вышедший в 2005 году. Альбом включал в себя песню о Бесланских событиях, а так же песню о праве мусульманских женщин носить хиджаб, который Франция пыталась запретить наряду с другими религиозными символами в 2004 году.
Как сообщают турецкие СМИ, вышедший 2010 году его четвертый альбом «Wherever You Are» разошёлся 7-миллионным тиражом.
В 2019 году написал композицию «Насими», посвящённую азербайджанскому поэту Насими.

## Дискография
- Al-Mu'allim — июль 2003
- My Ummah — сентябрь 2005
- Without You — январь 2009
- Wherever You Are — ноябрь 2010
- Salaam — декабрь 2012
- The Centre — сентябрь 2014
- Songs of the Way — январь 2015
- Barakah — февраль 2016
- SAMi — декабрь 2018
- O Lovers: Music from  the Unseen World - июнь 2020
- Azerbaijan

## Награды
- Почётный диплом Президента Азербайджанской Республики (1 августа 2019 года)[9].